# (1493) Sigrid
Pour les articles homonymes, voir Sigrid.
(1493) Sigrid (aussi nommé 1938 QB) est un astéroïde de la ceinture principale, découvert le 26 août 1938 par Eugène Joseph Delporte à Uccle en Belgique.
Il a été nommé du nom de la femme de l'astronome américano-danois Bengt Strömgren.